# Ataques iranianos ao Paquistão em 2024
Os ataques iranianos ao Paquistão em 2024 ocorreram em 16 de janeiro de 2024, quando o Irã realizou uma série de ataques com mísseis e drones na província paquistanesa do Baluchistão, alegando que tinha como alvo o grupo militante iraniano Jaish ul-Adl. O ataque ocorreu um dia depois do Irã ter realizado uma série semelhante de ataques aéreos e de drones no Iraque e na Síria, alegando que tinha como alvo a sede regional da agência de inteligência israelita Mossad e vários redutos de grupos terroristas em resposta aos atentados de Kerman no dia 3 de janeiro, pela qual o Estado Islâmico assumiu a responsabilidade. O governo paquistanês condenou o ataque e afirmou que o Irã matou duas crianças em uma "violação não provocada" do espaço aéreo do Paquistão.
Em 18 de janeiro, o Paquistão conduziu ataques aéreos de retaliação nas províncias iranianas de Sistão-Baluchistão, alegando ter atingido esconderijos pertencentes a insurgentes separatistas balúchis envolvidos em conflitos contra o Paquistão. O governo iraniano afirmou que sete cidadãos estrangeiros, incluindo três mulheres e quatro crianças, foram mortos nos ataques aéreos.

## Antecedentes

### Insurgência no Sistão-Baluchistão
Desde 2004, a província de Sistão-Baluchistão, no sudeste do Irã, está envolvida em um conflito com grupos separatistas balúchis, incluindo o Jaish ul-Adl. Em 15 de dezembro de 2023, um ataque do Jaish ul-Adl na cidade iraniana de Rask deixou 11 policiais mortos, segundo a mídia iraniana. Outro ataque do grupo em 2019 matou 27 membros do Exército dos Guardiães da Revolução Islâmica (IRGC).

### Ataques com mísseis iranianos no Iraque e na Síria
O ataque ao Paquistão ocorreu um dia depois de um ataque iraniano com mísseis no Iraque e na Síria, supostamente visando grupos terroristas em resposta aos atentados em Kerman em 2024. Também ocorreu no mesmo dia em que o primeiro-ministro interino do Paquistão, Anwar ul Haq Kakar, e o ministro das Relações Exteriores do Irã, Hossein Amir-Abdollahian, se reuniam durante o Fórum Económico Mundial em Davos, na Suíça, e enquanto exercícios conjuntos eram realizados pelas marinhas iraniana e paquistanesa no Golfo Pérsico.

## Ataque
A televisão estatal iraniana disse que o IRGC usou mísseis de precisão e ataques de drones para destruir dois redutos do Jaish ul-Adl, na província do Baluchistão, no sudoeste do Paquistão. O ataque teve como alvo casas na aldeia de Koh-e-Sabz, no distrito de Panjgur, a cerca de 50 km da fronteira Irão–Paquistão. O Paquistão disse que duas crianças foram mortas no ataque e outras quatro ficaram feridas. Afirmou também que entre três e quatro drones foram lançados na área, atingindo uma mesquita, uma casa e outros edifícios.
O grupo Jaish ul-Adl afirmou que seis drones e foguetes atingiram as residências das famílias dos seus combatentes, matando duas crianças e ferindo três mulheres, incluindo uma adolescente.

## Consequências
No dia seguinte ao ataque, o coronel Hossein Ali Javadanfar do IRGC foi assassinado por um homem armado não identificado nas províncias de Iranshahr, no Sistão-Baluchistão. O grupo Jaish ul-Adl assumiu a responsabilidade pelo ataque, de acordo com relatos da mídia iraniana.

### Ataques paquistaneses no Irã
Em 18 de janeiro, o Paquistão conduziu ataques militares dentro do Irã, alegando ter como alvo militantes balúchis. Um local na cidade de Saravan foi atingido. Autoridades iranianas alegaram que nove estrangeiros foram mortos, incluindo três mulheres e quatro crianças. Um comunicado de imprensa do Ministério das Relações Exteriores do Paquistão referiu-se à ação militar como "Operação Marg Bar Sarmachar".